# Pleurotopsis (fjäril)
Pleurotopsis är ett släkte av fjärilar. Pleurotopsis ingår i familjen praktmalar, Oecophoridae.

## Dottertaxa tillPleurotopsis, i alfabetisk ordning[1]
| Pleurotopsis jordanella |
| Pleurotopsis pygmaeella |